# Pau (Italia)
Pau es una localidad italiana de la provincia de Oristán, región de Cerdeña,  con 323 habitantes.

## Evolución demográfica
| Gráfica de evolución demográfica de Pau entre 1861 y 2001 |
|                                                           |
| Fuente ISTAT - elaboración gráfica de Wikipedia           |